# 小行星9999
小行星9999，也称怀尔斯星，位于小行星带。公转周期4.8年。1973年9月29日，C. J. van Houten, I. van Houten-Groeneveld、T. Gehrels三人共同发现了这颗小行星。这颗星被命名为“怀尔斯星”，是以英国数学家安德鲁·怀尔斯的名字命名。